# Justine van der Werf
Justine van der Werf (4 juni 1995) is een Nederlands voetbalspeelster, die als keeper uitkwam voor sc Heerenveen. 
Van der Werf kwam drie jaar lang als keeper uit op het hoogte niveau en studeerde tevens Sport, Gezondheid & Management aan de Hanzehogeschool Groningen. Naast haar activiteiten als speler is ze ook actief als staflid van de Keepersschool Groningen.

## Statistieken
| Seizoen | Club          | Land      | Competitie | Wedstrijden | Doelpunten |
| ------- | ------------- | --------- | ---------- | ----------- | ---------- |
| 2016/17 | sc Heerenveen | Nederland | Eredivisie | 1           | -          |
| 2017/18 | sc Heerenveen | Nederland | Eredivisie | 0           | -          |
| 2018/19 | sc Heerenveen | Nederland | Eredivisie | 1           | -          |
| Totaal  | Totaal        | Totaal    | Totaal     | 2           | -          |

Laatste update: jan 2019
1 Resink ·
3 Meijer ·
4 Smits ·
5 Teijema ·
6 Schouwstra ·
8 De Haas ·
9 Maatman ·
10 Van Beijeren ·
11 Iedema ·
12 Appelmann ·
13 Van Rheenen ·
14 Van Vilsteren ·
15 Macleane ·
15 Brouwer ·
16 Nassette ·
17 Udink ·
18 Kerkhof ·
20 Stockmar ·
21 Maass ·
22 Thurkow ·
24 Werther ·
25 Zwart ·
25 Speek ·
30 Faber ·
32 Van der Velde ·
36 Biegbudu ·
38 Hiemstra ·
Coach: Tarvajärvi